# تومویوکی یوشینو
تومویوکی یوشینو (انگلیسی: Tomoyuki Yoshino؛ زادهٔ ۹ ژوئیهٔ ۱۹۸۰) بازیکن فوتبال اهل ژاپن است.
از باشگاه‌هایی که در آن بازی کرده‌است می‌توان به باشگاه فوتبال اوراوا رد دیاموندز اشاره کرد.